# The Fatherless
The Fatherless egy 2011-es osztrák filmdráma, amit Marie Kreutzer írt és rendezett. Kreutzer debütáló filmje,  és díjat kapott a 2011-es Berlini Nemzetközi Filmfesztivál-on.

## Szereplők
- Andreas Kiendl mint Vito
- Andrea Wenzl mint Kyra
- Emily Cox mint Mizzi
- Philipp Hochmair mint Niki
- Marion Mitterhammer mint Anna
- Sami Loris mint Miguel
- Pia Hierzegger mint Sophie
- Johannes Krisch mint Hans
- Axel Sichrovsky mint Ossi

## Fordítás
Ez a szócikk részben vagy egészben  a   The Fatherless című angol Wikipédia-szócikk ezen változatának fordításán alapul.  Az eredeti cikk szerkesztőit annak laptörténete sorolja fel. Ez a jelzés csupán a megfogalmazás eredetét és a szerzői jogokat jelzi, nem szolgál a cikkben szereplő információk forrásmegjelöléseként.